# Кобра 11 (2. сезона)
Друга сезона серије Кобра 11 је емитована од 11. марта до 15. априла 1997. године и броји 6 епизода.

## Опис
Марк Келер је заменио Јоханеса Брандрупа на почетку сезоне, а Алмут Егерт је уназађена у епизодне улоге потом чега је напустила серију након ове сезоне.

## Улоге

### Главне
- Марк Келер као Андре Фукс
- Ердоган Аталај као Семир Герхан

### Епизодне
- Алмут Егерт као Катарина Лампрехт (цела сезона)

## Епизоде
| Бр. еп. (укупно) | Бр. еп. (у сезони) | Наслов               | Редитељ            | Сценариста                           | Премијера       |
| --- | ------------------ | -------------------- | ------------------ | ------------------------------------ | --------------- |
| 10 | 1                  | "Сачмара"            | Петер Вогел        | Матјас Херберт                       | 11. март 1997.  |
| Док је једна корвета вожена по ауто-путу, из ње је пуцано, а гуме других кола су бушене. Ипак, возача петих кола је пуцањ убио. Семир и његов нови сарадник Андре Фукс мисле да је то шала која је пошла по злу. А опет, хапшење возача корвете је донело преокрет у случају.                                                                                |                    |                      |                    |                                      |                 |
| 11 | 2                  | "Препуштени судбини" | Петер Вогел        | Матјас Херберт                       | 18. март 1997.  |
| Један брачни пар је имао саобраћајну несрећу на ауто-путу. Недуго затим, у купатилу једног одморишта пронађено је дете које је мајка оставила. У почетку, Семир и Андре нису видели везу између та два случаја. Онда се испоставило да је пар ишао у одмориште како би узео дете које су купили за много пара од непознате особе. Али ко му је рођена мајка? |                    |                      |                    |                                      |                 |
| 12 | 3                  | "Хладнокрвно"        | Петер Вогел        | К. М. Мајевски                       | 25. март 1997.  |
| Породица једног трговца дијамантима је узета за таоце и биће пуштени у замену за дијаманте. Када је једна полицијска клопка пропала, отмичар је побегао са једним чланом породице. Андре и Семир крећу у потрагу за њима. |                    |                      |                    |                                      |                 |
| 13 | 4                  | "Принудно слетање"   | Пит Аријел         | Клементина Хегевиш и Фриц Милер-Шерц | 1. април 1997.  |
| Ваздухоплов је принудно слетео на ауто-пут јер је пилот, иначе важни предузетник, оборен са земље. Андре и Семир немају појма ко је починилац: породица радника коме је предузетник дао отказ, супруг жене са којом је предузетник спавао или противник. Једна спис је открио Андреу и Семиру ко је починилац, али је он кренуо у бекство.                   |                    |                      |                    |                                      |                 |
| 14 | 5                  | "Наручено убиство"   | Габријеле Хеберинг | Дитер Тарновски                      | 8. април 1997.  |
| Афрички председнички кандидат је дошао у Немачку и креће се ауто-путем. СКС се плаши да ће покушати да га убију док је у вожњи. Андре и Семир су добили задатак да то спрече. Ипак, како би испунили задатак, мораће да доведу своје животе у опасност. |                    |                      |                    |                                      |                 |
| 15 | 6                  | "Изгубљена ћерка"    | Роберт Зигл        | Ренате Кампман                       | 15. април 1997. |
| Десила се саобраћајна несрећа на ауто-путу. Близу банкине је пронађена мртва девојка. Од девојчине породице су Андре и Семир чули да је побегла од куће, али родитељи не знају зашто. Након неколико дана, из куће је побегла и друга ћерка. Отац је кренуо у потрагу за њом. Андре је прочитао у дневнику девојке да ју је отац полно злостављао.           |                    |                      |                    |                                      |                 |